# Воля-Мисловська (гміна)
Гміна Воля-Мисловська (пол. Gmina Wola Mysłowska) — сільська гміна у східній Польщі. Належить до Луківського повіту Люблінського воєводства.
Станом на 31 грудня 2011 у гміні проживало 5024 особи.

## Територія
Згідно з даними за 2007 рік площа гміни становила 120.95 км², у тому числі:
- орні землі: 79.00%
- ліси: 14.00%

Таким чином, площа гміни становить 8.68% площі повіту.

## Населення
Станом на 31 грудня 2011:
| Опис     | Загалом | Загалом | Чоловіки | Чоловіки | Жінки | Жінки |
| -------- | ------- | ------- | -------- | -------- | ----- | ----- |
| одиниця  | осіб    | %       | осіб     | %        | осіб  | %     |
| все      | 5024    | 100     | 2585     | 51.45    | 2439  | 48.55 |
| міське   | 0       | 100     | 0        |          | 0     |       |
| сільське | 5024    | 100     | 2585     | 51.45    | 2439  | 48.55 |

## Сусідні гміни
Гміна Воля-Мисловська межує з такими гмінами: Желехув, Клочев, Кшивда, Мясткув-Косьцельни, Станін, Сточек-Луковський.